# Goldschimmel
Der Goldschimmel (Hypomyces chrysospermus, englisch bolete eater, bolete mould) ist eine Pilzart aus der Familie der Krustenkugelpilzverwandten. Der parasitische Schlauchpilz wächst auf Röhrlingen und verleiht den befallenen Wirten eine weißliche, goldgelbe oder braungelbe Farbe. Er kommt in Eurasien:545 und Nordamerika sowie im südwestlichen Western Australia vor. Anders als der verwandte Hypomyces lactifluorum sind Hypomyces chrysospermus und die von ihm befallenen Wirte ungenießbar.

## Beschreibung

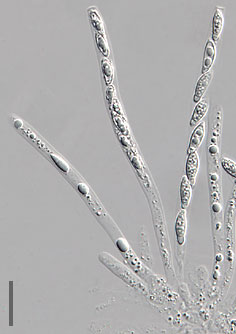
Ascus und Sporen

Hypomyces chrysospermus infiziert Röhrenpilze, zunächst mit einer dünnen weißlichen Schicht aus Hyphen, die später durch Sporenmassen goldgelb wird und schließlich eine rötlich-braune pustelige Erscheinung annimmt. Das Fleisch der Röhrlinge wird weich und geht im dritten Stadium in Verwesung über. Es können Röhrlinge mit einzelnen oder mehrfachen Fruchtkörpern infiziert werden, außerdem Angehörige der Gattungen Paxillus und Rhizopogon.:883
Die Konidien sind oval, im weißen Stadium dünnwandig und 10–30 mal 5–12 μm groß; sie werden im gelben Stadium warzig, rund und dickwandiger, ihr Durchmesser beträgt dann 10–25 μm. Beide Stadien sind asexuell, während das Endstadium sexuell ist. Die Ascosporen sind spindelförmig und messen 25–30 mal 5–6 μm.

## Verbreitung und Lebensraum
Der Goldschimmel kommt in Nordamerika und Europa vor, wo er weit verbreitet ist.:352 Er ist auch im Südwesten West-Australiens verbreitet, wo er in Wäldern und Pflanzengesellschaften der Küsten wächst.:68–69 Außerdem kommt er in den ostchinesischen Provinzen Hebei, Jiangsu, Anhui und Fujian vor.

## Taxonomie
Hypomyces chrysospermus wurde 1860 erstmals von den französischen Mykologen Louis René und Charles Tulasne beschrieben.
Die Art gehört zu einer Gattung parasitischer Schlauchpilze, von denen jede Art verschiedene Gattungen anderer Pilze infiziert. Zum Beispiel befällt Hypomyces lactifluorum Pilze aus der Familie der Täublingsverwandten, Hypomyces completus und Hypomyces transformans Schmierröhrlinge und Hypomyces melanocarpus Gallenröhrlinge, während andere Arten der Gattung ein viel breiteres Wirtsspektrum haben.

### Synonyme
Folgende Synonyme sind beschrieben:
- Hypolyssus chrysospermus (Tul. & C.Tul.) Kuntze (1898)
- Apiocrea chrysosperma (Tul. & C.Tul.) Syd. & P.Syd. (1921)
- Sepedonium chrysospermum (Bull.) Fr.

## Nutzung
Wie oben erwähnt ist Hypomyces chrysospermus ungenießbar, könnte auch giftig sein. Der Pilz wird in der chinesischen Pflanzenheilkunde genutzt, um äußere Blutungen zu stillen, vorrangig durch Anwendung der Sporen auf offenen Wunden oder Schnitten.